# Bytyç
Bytyç là một xã trong quận Tropojë thuộc hạt Kukës, Albania. Dân số năm 2005 là 2097 người.